# ¿Dónde Están los Ladrones?
¿Dónde Están los Ladrones? (spanska "Var är tjuvarna?") är ett spanskspråkigt album av colombianska sångerskan Shakira. Albumet är hennes andra officiella studioalbum. Skivan utgavs den 29 september 1998 och har sålt över 10 miljoner exemplar världen över.
Den här skivan tog längre än Pies Descalzos att spela in och mixa, ungefär nio månader. Titeln kommer av att hennes väska med sånger blev stulen på en flygplats, och hon gav nästan upp men var tvungen att börja om på nytt.

## Låtförteckning
1. Ciega, Sordomuda – 4:26 (spanska "Blind, dövstum") (Shakira, Salgado)
2. Si Te Vas – 3:31 (spanska "Om du går") (Shakira, Ochoa)
3. Moscas En La Casa – 3:31 (spanska "Flugor i huset") (Shakira)
4. No Creo – 3:50 (spanska "Jag tror inte") (Ochoa, Shakira)
5. Inevitable – 3:13 (spanska "Oundviklig") (Ochoa, Shakira)
6. Octavo Día – 4:32 (spanska "Åttonde dagen") (Shakira, Mendez)
7. Que Vuelvas – 3:49 (spanska "Att du kommer tillbaka") (Shakira)
8. Tú – 3:37 (spanska "Du") (Shakira, O'Brien)
9. ¿Dónde Están los Ladrones? – 3:12 (spanska "Var är tjuvarna?") (Shakira, Ochoa)
10. Sombra De Ti – 3:33 (spanska "Skuggan av dig") (Shakira, Ochoa)
11. Ojos Así – 3:59 (spanska exakt efter ordalydelsen "Ögon så") (Shakira, Ochoa)